# Composition des équipes au championnat du monde masculin de volley-ball 2010
Cette page répertorie la liste des joueurs, de chaque nation, pouvant participer au Championnat du monde 2010. Les clubs des joueurs sont ceux au moment de la validation de la liste à la FIVB.

## Allemagne
Entraîneur :  Raúl Lozano ; entraîneur-adjoint :  Juan Manuel Serramalera

## Argentine
Entraîneur :  Javier Weber ; entraîneur-adjoint :  Flavio Leoni

## Australie
Entraîneur :  Russell Borgeaud ; entraîneur-adjoint :  Andrew Strugnell

## Brésil
Entraîneur :  Bernardo Rocha de Rezende ; entraîneur-adjoint :  Roberley Leonaldo

## Bulgarie
Entraîneur :  Prandi Silvano ; entraîneur-adjoint :  Placi Camillo

## Cameroun
Entraîneur :  Peter Nonnenbroich ; entraîneur-adjoint :  Reniof Blaise Mayam

## Canada
Entraîneur :  Glenn Hoag ; entraîneur-adjoint :  Vincent Pichette

## Chine
Entraîneur :  Zhou Jianan ; entraîneur-adjoint :  Xie Guochen

## Cuba
Entraîneur :  Orlando Samuel Blackwood ; entraîneur-adjoint :  Idalberto Valdez Pedro

## Égypte
Entraîneur :  Antonio Giacobbe ; entraîneur-adjoint :  Sherif el-Shemerly

## Espagne
Entraîneur :  Julio Velasco ; entraîneur-adjoint :  Francisco Manuel Hervás

## États-Unis
Entraîneur :  Alan Knipe ; entraîneur-adjoint :  Gary Sato

## France
Entraîneur : Philippe Blain  ; entraîneur-adjoint : Olivier Lecat 

## Iran
Entraîneur :  Hossein Madani ; Entraineur-adjoint :  Behrouz Ataei Nouri

## Italie
Entraîneur :  Andrea Anastasi ; entraîneur-adjoint :  Andrea Gardini

## Japon
Entraîneur :  Tatsuya Ueta ; entraîneur-adjoint :  Naoki Morokuma

## Mexique
Entraîneur : Jorge Azair  ; entraîneur-adjoint : Sergio Hernández Herrera 

## Pologne
Entraîneur : Daniel Castellani  ; entraîneur-adjoint : Krzysztof Stelmach 

## Porto Rico
Entraîneur :  Carlos Cardona ; entraîneur-adjoint :  Ramón Hernández

## Tchéquie
Entraîneur :  Jan Svoboda ; entraîneur-adjoint :  Milan Hadrava

## Russie
Entraîneur :  Daniele Bagnoli ; entraîneur-adjoint :  Iaroslav Antonov

## Serbie
Entraîneur :  Igor Kolaković ; entraîneur-adjoint :  Željko Bulatović

## Tunisie
Entraîneur :  Mkaouar Fethi ; entraîneur-adjoint :  Hedi Karray

## Venezuela
Entraîneur :  Idolo Gilberto Herrera Delgado ; entraîneur-adjoint :  Renee Oliveros Ortega